# Hans-Jürgen von Arnim
Hans-Jürgen von Arnim (4 d'abril de 1889, Ernsdorf, Prússia - 1 de setembre de 1962, Bad Wildungen, Hesse) va ser un militar alemany, que arribà al rang de Coronel General de cavalleria i que serví durant la Segona Guerra Mundial.

## Biografia
Arnim va néixer a Ernsdorf, a la província prussiana de Silèsia, fill del General Hans von Arnim (1861–1931) i de Martha Honrichs (1865–1953). Va servir a l'Exèrcit Alemany des del 1907 fins al final de la Segona Guerra Mundial. Durant la Primera Guerra Mundial va participar en els fronts Oriental i Occidental. Després de la guerra continuà al Reichswehr i ascendí fins a comandar el 68è Regiment d'Elit a Berlín.
Amb l'ascens de l'Alemanya Nazi, Arnim va ser promogut a Major General el 1938. Comandà la 52a divisió a les campanyes de Campanya de Polònia i de Campanya de França. A l'octubre de 1940, Arnim va rebre el comandament de la 17a Divisió Panzer. Amb l'esclat de la guerra contra la Unió Soviètica va ser promogut a Tinent General a les ordres de Heinz Guderian, però va resultar greument ferit uns dies després de l'inici de la campanya. Comandà el XXXIX Cos Panzer fins a novembre de 1942, quan va ser posat al capdavant del 5è Exèrcit Panzer sota d'Erwin Rommel al Nord d'Àfrica. Quan Hitler va denegar l'autorització a Rommel perquè tornés a Tunísia, Arnim va ser promogut a General (Generaloberst) el 4 de desembre de 1942, i nomenat Comandant en Cap del Grup d'Exèrcits Àfrica i, de facto, comandant de l'Afrika Korps entre març de 1943 fins a la seva captura per la 4a Divisió d'Infanteria Índia dos mesos després, al maig de 1943. Durant la resta de la guerra va ser un presoner de guerra britànic i va ser alliberat al juliol de 1947.
Va retornar a Alemanya i va morir a Bad Wildungen, Hesse.
Durant el seu captiveri, Arnim demanà trobar-se amb Eisenhower. Aquest replicà que li traguessin tanta informació com fos possible, però que una trobada entre ambdós estava totalment fora de lloc (de fet, es negà a trobar-se amb qualsevol oficial alemany fins a la rendició).